# Il colpo di grazia
Il colpo di grazia (Le coup de grâce) è un romanzo di Marguerite Yourcenar, pubblicato nel 1939. Il romanzo è stato tradotto in 22 lingue. In Italia è uscito nel 1962, nella traduzione di Maria Luisa Spaziani.

## Trama
La vicenda è narrata in prima persona da Eric von Lhomond, un soldato di professione. Egli ha trascorso gli anni che intercorrono tra i due conflitti mondiali a combattere nelle numerose guerre locali che si svolsero in Europa e anche in Manciuria. Una sera del 1938, dopo aver partecipato alla Guerra civile spagnola e dopo una ferita, in attesa di essere imbarcato per l'Italia, intrattiene i compagni col racconto di avvenimenti risalenti a vent'anni prima.
Nel 1914 Eric, troppo giovane per partecipare alla prima guerra mondiale, si trova bloccato in Curlandia, presso i suoi cugini De Reval e affidato con loro a un'anziana zia. I fratelli De Reval, Conrad e Sophie, hanno l'età di Eric e i tre condividono tutto dalla fanciullezza; tuttavia Eric, avendo origini tedesche e francesi, oltre che baltiche, qualche anno dopo, è chiamato in Germania a prestare servizio negli ultimi mesi di guerra.
Tornato presso i cugini, Eric si fa coinvolgere nella guerra locale che oppone le truppe dei rivoluzionari Bolscevichi a un fronte misto di Russi Bianchi, elementi baltici e prussiani. Eric aderisce a questo fronte assieme a Conrad. La dimora dei De Reval diviene praticamente una caserma e Sophie, in quanto unica ragazza, attira su di sé le non gradite attenzioni di soldati e ufficiali. Tale situazione culmina in uno stupro ai danni della fanciulla.
Conrad non saprà mai della disgrazia toccata alla sorella; Eric invece ne è messo al corrente dall'anziano giardiniere. Ma, nonostante i molteplici legami tra Eric e i fratelli De Reval, egli è innamorato di Conrad e le sue priorità non vanno a Sophie. Con sconcerto e imbarazzo, Eric si rende conto del coraggio di Sophie, della sua intraprendenza, di quanto sarebbe stata perfetta, se fosse stata un ragazzo. Accortosi dell'amore di Sophie per lui, si rifugia in un misto molto ambiguo di vanità e di rifiuto.
Perciò, nel trascorrere dei pericoli, si sviluppa tra i due un gioco crudele a respingersi e cercarsi. Eric non affronta mai Sophie con franchezza, nemmeno quando l'intera comunità li considera destinati a sicura unione, e intanto la ragazza passa attraverso tutte le fasi della frustrazione, alle quali reagisce abbrutendosi con l'alcool o dandosi ad altri uomini, nel vano e penoso tentativo di conquistare l'amato. Finché la fanciulla si rende conto del legame tra Eric e il fratello. Allora Sophie fronteggia Eric, gli rinfaccia di aver trascinato il fratello in una guerra, gli sputa in viso e corre a unirsi alle file del nemico.
Poco dopo, nell'ennesima rappresaglia, Conrad è gravemente ferito e in breve muore. Eric aveva fatto in modo che Conrad ignorasse troppe cose sul conto suo e della sorella, ed ora si sente libero da questo peso. Guida ancora una scaramuccia contro i bolscevichi e compie con le sue truppe un massacro. Tra i pochi prigionieri, tutti condannati al plotone di esecuzione,  c'è anche Sophie. Al momento di giustiziarla, lei chiede di essere finita da Eric.
Scambiandolo per l'estremo gesto d'amore, Eric spara personalmente alla fanciulla. Ma in seguito egli si è convinto che Sophie gli avesse chiesto il colpo di grazia per farlo vivere nel rimorso, vendicandosi così di lui. Nella notte della rievocazione Eric riconosce che di rimorsi ne ha avuti. Tuttavia non rigetta le sue azioni e, pur avendo ucciso brutalmente una persona, continua a illudersi di essere caduto nella tipica trappola di una donna che lo odia.

## Opere derivate
Nel 1976 viene presentato il film omonimo, (Der Fangschuß), musica di Stanley Myers, regia di Volker Schlöndorff, con Margarethe von Trotta nella parte di Sophie De Reval.

## Edizioni in italiano
- M Yourcenar, Il colpo di grazia, trad. di Maria Luisa Spaziani, ed. Feltrinelli, Milano, 1962, (con Alexis o il trattato della lotta vana);
- M Yourcenar, Il colpo di grazia, fa parte di Opere 1: Romanzi e Racconti, ed. Bompiani, Milano 1986; introduzione dell'autrice, cronologia, traduzione di Oreste Del Buono, ed. Bompiani, Milano, 1986, contiene: Alexis o il trattato della lotta vana; Il colpo di grazia; Moneta del sogno; Memorie di Adriano; L'opera al nero; Anna, soror...; Un uomo oscuro; Una bella mattina; Fuochi; Novelle orientali)[4]
- M Yourcenar, Il colpo di grazia, trad. di Maria Luisa Spaziani, ed. CDE, Milano, 1994, (con Alexis o il trattato della lotta vana);
- M. Yourcenar, Alexis o il trattato della lotta vana, Il colpo di grazia, trad. di Maria Luisa Spaziani, [a cura di Dacia Maraini, Corriere della Sera, Milano 2013.